# Protalebrella conica
Protalebrella conica är en insektsart som först beskrevs av Ruppel och Delong 1953.  Protalebrella conica ingår i släktet Protalebrella och familjen dvärgstritar. Inga underarter finns listade i Catalogue of Life.